# Fish Heads/Barnes & Barnes Greatest Hits
Fish Heads/Barnes & Barnes Greatest Hits è un album compilation dei Barnes & Barnes pubblicato nel 1982.

## Tracce

### Lato A
1. Fish Heads - 2:22
2. I Had Sex With E.T. - 1:21
3. Swallow My Love - 3:07

### Lato B
1. Work the Meat - 2:52
2. Party in My Pants - 3:21